# Lisi Harrison

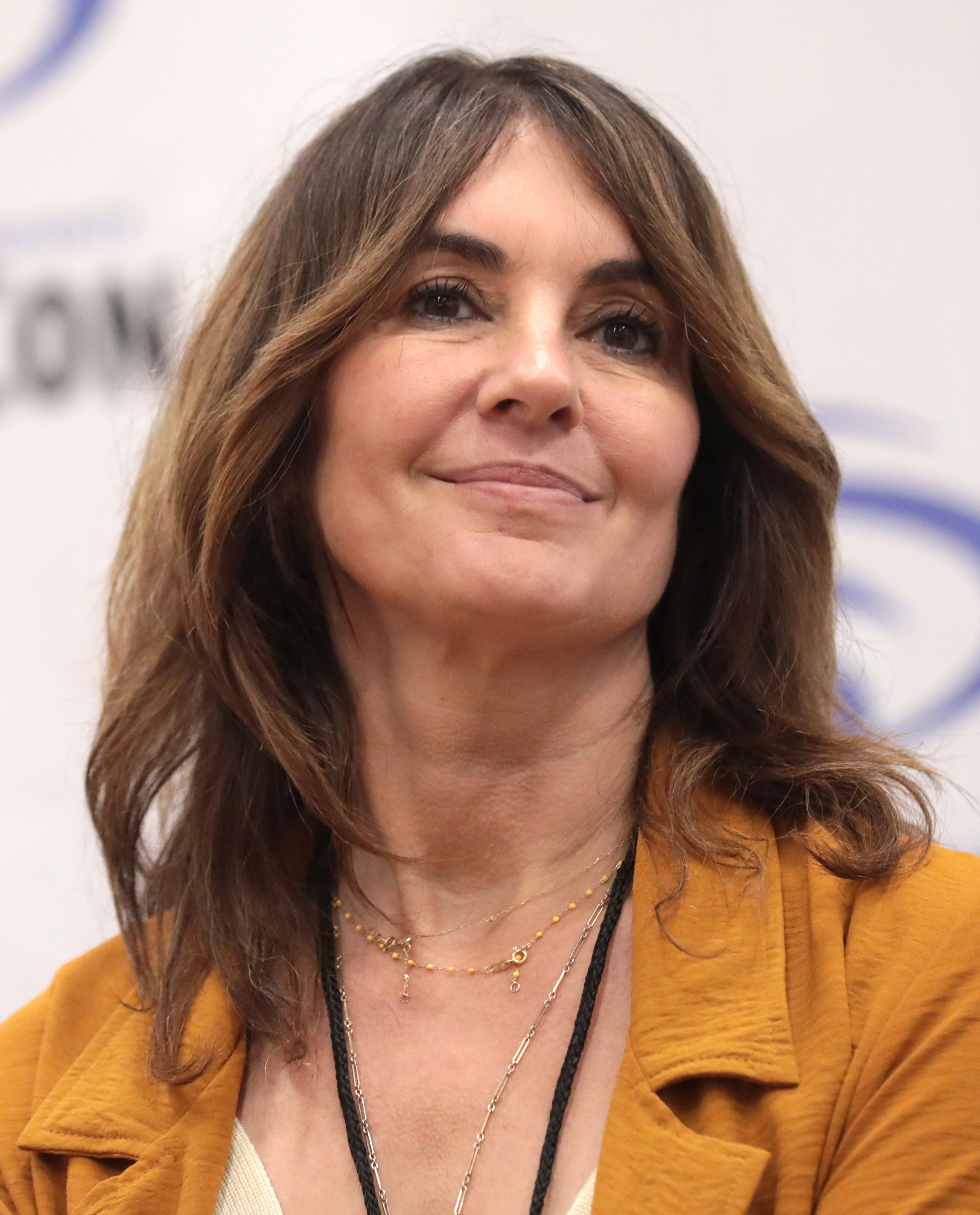
Lisi Harrison, 2023

Lisi Harrison (* 29. Juli 1975 in Toronto, Kanada) ist eine kanadische Autorin von Jugendbüchern.

## Leben
Lisi Harrison wuchs mit ihren Eltern Ken und Shaila Gottlieb sowie einem Bruder und einer Schwester in Toronto auf. Ihnen widmete sie ihr erstes Buch aus der Clique-Serie.
Nach dem High-School-Abschluss schrieb sie sich an der McGill University für Filmwissenschaften ein, brach jedoch das Studium nach zwei Jahren ab. Sie wechselte an das Emerson College in Boston. Dort machte sie ihren Bachelor  in Kunstwissenschaft (Kreatives Schreiben). Sie arbeitete 12 Jahre lang bei MTV. Sie kreierte und entwickelte Shows wie One Bad Trip und Room Raiders und schrieb auch Kolumnen für verschiedene Zeitschriften. Sie wurde von einem Trendmagazin zum schönsten Menschen New Yorks gewählt.
Lisi Harrison begann Die Glamour-Clique zu schreiben, während sie noch bei MTV arbeitete. Im Juni 2004 entschloss sie sich vollständig auf das Schreiben zu konzentrieren und hat von dieser Reihe bisher neun Bände veröffentlicht. 2008 wurde ihr Buch Die Glamour-Clique – Cinderellas Rache verfilmt.
Derzeit lebt sie in New York City.
2010 / 2011 schrieb sie die Monster High–Bücher.

## Buchveröffentlichungen

### Clique-Serie
1. The Clique
2. Best Friends For Never
3. Revenge Of The Wannabes
4. Invasion Of The Boy Snatchers
5. The Pretty Committee Strikes Back
6. Dial L For Loser
7. It’s Not Easy Being Mean
8. Sealed With A Diss
9. Bratfest At Tiffany’s
10. P.S. I Loathe You
11. Boys R Us
12. These Boots Are Made For Stalking
13. My Little Phony
14. A Tale Of Two Pretties
15. Charmed And Dangerous: The Rise Of The Pretty Committee
16. The Cliquetionary
17. The Clique Summer Collection: Massie
18. The Clique Summer Collection: Dylan
19. The Clique Summer Collection: Alicia
20. The Clique Summer Collection: Kristen
21. The Clique Summer Collection: Claire

### Alphas-Serie
1. Alphas
2. Movers And Fakers
3. Belle Of The Brawl
4. Top Of The Feud Chain

### Monster High-Serie
1. Monster High
2. The Ghoul Next Door
3. Where There’s A Wolf, There’s A Way
4. Back and Deader Than Ever
5. Eine Party zum verlieben

### Beautiful Secrets-Serie
1. Das Spiel beginnt
2. Wer lügt gewinnt
3. Mehr Schein als Sein
4. Am Ende kämpft jeder allein

### Girl Stuff-Serie
1. Beste Freundinnen halten zusammen. SchneiderBuch, Hamburg 2021, ISBN 978-3-505-14427-1
2. Mädchen gewinnen gegen Jungs. SchneiderBuch, Hamburg 2022, ISBN 978-3-505-14433-2
3. Küssen kann man nicht allein. SchneiderBuch, Hamburg 2022, ISBN 978-3-505-15017-3